# NGC 1021
NGC 1021 is een balkspiraalstelsel in het sterrenbeeld Walvis. Het hemelobject werd op 15 januari 1865 ontdekt door de Duitse astronoom Albert Marth.

## Synoniemen
- PGC 10027
- ZWG 388.84